# 庫阿拉普 (夏威夷州)
庫阿拉普（英語：Kualapuu）是位於美國夏威夷州茂宜縣的一個人口普查指定地區。

## 地理
庫阿拉普的座標為21°09′50″N 157°03′10″W / 21.16389°N 157.05278°W，而該地最高點為海拔高度257米（即843英尺）。

## 人口
根據2010年美國人口普查的數據，庫阿拉普的面積為76.40平方千米，當中陸地面積為76.00平方千米，而水域面積為0.40平方千米。當地共有人口2027人，而人口密度為每平方千米26.53人。